# Mainzer Minipressen-Messe
Die Mainzer Minipressen-Messe (MMPM) ist eine internationale Buchmesse für Kleinverlage, Handpressendrucker, Buchkünstler und Autoren. Die Messe findet – jeweils in den ungeraden Jahren – alle zwei Jahre in Mainz statt. Sie ist nach eigenen Angaben mit 220 Ausstellern (2021) und durchschnittlich 10.000 Besuchern die größte europäische Buchmesse der Kleinverlage, Künstlerbücher und Selfpublisher.

## Organisation
Die Ausstellung wird in der Regel von Christi Himmelfahrt oder Fronleichnam bis zum darauf folgenden Sonntag von der Stadt Mainz veranstaltet und vom Mainzer Minipressen-Archiv des Gutenberg-Museums ausgerichtet. Ihr Motto ist: „Eine Messe ohne Zensur…“.
Die Messe wird regelmäßig vom Kultursommer Rheinland-Pfalz und vom Börsenverein des Deutschen Buchhandels unterstützt.

## Geschichte
Nach dem Vorbild der „Literarischen Pfingstmesse“ in Frankfurt in den 1960er Jahren hob 1970 der Mainzer Kleinverleger Norbert Kubatzki die Minipressen-Messe aus der Taufe. 90 Aussteller zeigten im Mainzer Schloss ihre Bücher, Drucke und Zeitschriften, rund 9000 Besucher kamen.
Bis 1976 fand sie in den geraden, ab 1979 in den ungeraden Jahren statt. Im Corona-Jahr 2021 fiel sie aus.
1979 und 1981 fand sie in Zelten auf dem Mainzer Marktplatz statt. „In foro esse“ war das Motto: in die Öffentlichkeit gehen, damit Besucher des Marktes Gelegenheit bekommen, Bücher, Autorinnen und Autoren kennenzulernen. 1983 und 1985 wurde sie im Elzer Hof in Mainz veranstaltet, von 1987 bis einschließlich 2011 in Großzelten am Mainzer Rheinufer. Seit 2013 logiert sie in der Rheingoldhalle.
Die Anzahl der ausstellenden Verlage lag von 1970 bis 1985 jeweils um die 100. 1987 steigerte sie sich auf knapp 300 Aussteller. Durch die Grenzöffnung und die Teilnahme internationaler Verlage erhöhte sie sich auf über 400. Seit 2013 stabilisierte sie sich auf 350 Aussteller, sodass sich in den letzten 50 Jahren über 5.000 bibliophile Editionen, kleine und alternative Verlage ausstellten und ihre Publikationen vorstellten.
Besondere Rahmenveranstaltungen
- 1970: Ausstellung von Zeitungen, die von Gefängnisinsassen erstellt wurden
- 1972: Die Berliner Handpresse
- 1974: Slg. Dittmar: Buchobjekte
- 1976: Stadtzeitungen
- 1979: Das besondere Buch
- 1981: Öko-Markt
- 1983: „Nervöse Blätter“ (Produktionen der Alternativpresse)
- 1985: Ausstellung „Stunde Null“ im Gutenberg-Museum (GM)
- 1987: „Auf ein Wort - Aspekte visueller Poesie“ im GM
- 1989: „Americans in Print“ Amerikanische Pressen und Buchkunst im GM
- 1991: Pressendrucke der DDR im GM
- 1993: SchülerPressenMesse im Messezelt, Begegnungen mit ausländischen Schriftstellern im KUZ
- 1995: 100 Jahre Stomps, 10. VauO Stomps-Preis im Rathaus
- 1997: Jürgen Kipp: erster virtueller Marktplatz für Bücher, Drucke und Zeitschriften von freien Verlagen unter www.minipresse.de (in Zusammenarbeit mit der Universität Kaiserslautern, Lehrstuhl Prof. Müller-Merbach)
- 1999: Ein Land – Zwei Kulturen? Literatur in Ost und West. KUZ.
- 2001: Poetry Slam. Sonderausstellung Spiele-Verlage.
- 2003: Interkultureller Abend auf dem Rheinschiff Gutenberg beim Messezelt
- 2005: Where the wild words are (Poetry Slam) im KUZ
- 2007: Autoren und Verlagsforum im KUZ
- 2009: GernGernerGernhardt im GM, Literaturfestival org. v. gONZo-Verlag, Miriam Spies
- 2011: Love Bites – Die Erotische Nacht, Konkursbuch-Verlag, Claudia Gehrke im GM
- 2013: Poetry Slam im KUZ
- 2015: Vergabe Victor Otto Stomps-Preis und Erotischer Nachschub: Love Bites 2 im GM
- 2017: Vergabe Stomps-Preis, Love Bites 3, Poetry Slam im GM
- 2019: Vergabe Stomps-Preis, „Mut statt Masse – alternatives Verlegen heute“, „Schiffchen sucht Type – der Jubiläums_Feier_Poetry_Slam“

## Victor Otto Stomps-Preis
Im Rahmen der MMPM verleiht die Stadt Mainz seit 1979 den Victor Otto Stomps-Preis „für herausragende kleinverlegerische Leistungen“. 